# Liste der Baudenkmäler in Rimsting
Auf dieser Seite sind die Baudenkmäler in der oberbayerischen Gemeinde Rimsting zusammengestellt. Diese Tabelle ist eine Teilliste der Liste der Baudenkmäler in Bayern. Grundlage ist die Bayerische Denkmalliste, die auf Basis des Bayerischen Denkmalschutzgesetzes vom 1. Oktober 1973 erstmals erstellt wurde und seither durch das Bayerische Landesamt für Denkmalpflege geführt wird. Die folgenden Angaben ersetzen nicht die rechtsverbindliche Auskunft der Denkmalschutzbehörde.

## Einzeldenkmäler

### Rimsting
| Lage                             | Objekt                                             | Beschreibung | Akten-Nr.    | Bild                                               |
| -------------------------------- | -------------------------------------------------- | --- | ------------ | -------------------------------------------------- |
| Bahnhofstraße 7 (Standort)       | Villa                                              | Zweigeschossiger Putzbau mit flachem Walmdach, Mezzanin, Balkon und klassizistischen Putzgliederungen, drittes Viertel 19. Jahrhundert. | D-1-87-168-1 | BW                                                 |
| Bahnhofstraße 81 (Standort)      | Empfangsgebäude des ehemaligen Rimstinger Bahnhofs | Eingeschossiger giebelständiger Bau mit hohem abgewalmtem Mansarddach; quer angeschlossen eingeschossiges Wartehaus mit Mansardwalmdach und loggienartigem eingezogenem Wartebereich mit toskanischen Säulen, nach Plänen von Otto Riemerschmid, 1910–11.                                                  | D-1-87-168-2 | Empfangsgebäude des ehemaligen Rimstinger Bahnhofs |
| Höhenweg 4 (Standort)            | Historische Ausstattungsteile im neuen Pfarrhaus.  | Nicht nachqualifiziert, im Bayerischen Denkmal-Atlas nicht kartiert. | D-1-87-168-3 | BW                                                 |
| Kirchplatz 4 (Standort)          | Katholische Pfarrkirche St. Nikolaus               | Saalbau mit Satteldach, stark eingezogenem Chor und Nordturm mit welscher Haube, Chor und Turm 1472, Turmoberbau nach Plan von Christian Raab durch Wolfgang Seimbl 1715, barocke Chorumgestaltung durch Johann Schreck 1783, Umgestaltung des Langhauses durch Friedrich Haindl 1937–38; mit Ausstattung. | D-1-87-168-4 | weitere Bilder                                     |
| Westernacher Straße 3 (Standort) | Bauernhaus                                         | Einfirsthof, zweigeschossiger Flachsatteldachbau mit Lünettenkniestock, Segmentbogenfenstern, Laube und geschnitzter Haustür, um Mitte 19. Jahrhundert. | D-1-87-168-6 | weitere Bilder                                     |
| Westernacher Straße 5 (Standort) | Bauernhaus                                         | Einfirsthof, zweigeschossiger Flachsatteldachbau mit Lünettenkniestock, Putzgliederung und Bundwerk am Wirtschaftsteil, um Mitte 19. Jahrhundert. | D-1-87-168-7 | weitere Bilder                                     |

### Aiterbach
| Lage                                | Objekt                                                                      | Beschreibung | Akten-Nr.    | Bild |
| ----------------------------------- | --------------------------------------------------------------------------- | --- | ------------ | ---- |
| Aiterbach 2; Aiterbach 4 (Standort) | Villenartiges Wohnhaus, sogenanntes Landhaus Aiterbach                      | Durch Umbau eines Bauernhauses des 19. Jahrhunderts entstandener zweigeschossiger Krüppelwalmdachbau mit Flacherkern und rückwärtiger Loggia, Portal bezeichnet mit „1840“, nach Plänen von Otto Heinrich Riemerschmid, um 1910, Sonnenuhr von Ludwig von Zumbusch; zugehöriger großer Garten, gleichzeitig. | D-1-87-168-8 | BW   |
| Aiterbach 4 (Standort)              | Atelier des Bildhauers Caspar von Zumbusch in der Art eines Gartenpavillons | Erdgeschossiger Bau mit Mansardwalm- und Zeltdach mit Zwerchgiebel, Neurokoko, um 1900. | D-1-87-168-9 | BW   |

### Dirnsberg
| Lage                   | Objekt     | Beschreibung | Akten-Nr.     | Bild |
| ---------------------- | ---------- | --- | ------------- | ---- |
| Dirnsberg 2 (Standort) | Bauernhaus | Hakenhof, zweigeschossiger Flachsatteldachbau mit Kniestock, aus unverputztem Mischmauerwerk mit Backsteingliederungen und Segmentbogenfenstern, spätes 19. Jahrhundert. | D-1-87-168-10 | BW   |

### Eßbaum
| Lage                | Objekt                | Beschreibung | Akten-Nr.     | Bild           |
| ------------------- | --------------------- | --- | ------------- | -------------- |
| Eßbaum 1 (Standort) | Ehemaliges Bauernhaus | Zweigeschossiger Flachsatteldachbau mit doppelter Widerkehr, Bundwerk am Wirtschaftsteil, erste Hälfte 19. Jahrhundert, um 1900 von Otto Heinrich Riemerschmid für den Bildhauer Caspar von Zumbusch ausgebaut.                                                     | D-1-87-168-11 | weitere Bilder |
| Eßbaum 2 (Standort) | Villa Hoesch          | Erdgeschossiger Mansarddachbau mit Zwerchgiebel, Balkonen und Putzgliederung, symmetrisch je ein gekurvter Arkadenflügel mit Pavillonkopfbau mit Zeltdach, von Otto Riemerschmidt, 1908; Garagenbau, gleichzeitig; Gewächshaus, mit massivem Kopfbau; Gartenanlage. | D-1-87-168-28 | weitere Bilder |

### Gänsbach
| Lage                  | Objekt         | Beschreibung                                                                             | Akten-Nr.     | Bild |
| --------------------- | -------------- | ---------------------------------------------------------------------------------------- | ------------- | ---- |
| Gänsbach 6 (Standort) | Bundwerkstadel | Flachsatteldachbau mit teils gemauertem Erdgeschoss und Darre, um Mitte 19. Jahrhundert. | D-1-87-168-12 | BW   |

### Gattern
| Lage                        | Objekt                                  | Beschreibung | Akten-Nr.     | Bild |
| --------------------------- | --------------------------------------- | --- | ------------- | ---- |
| Dirnsberger Feld (Standort) | Wegkapelle Unbefleckte Empfängnis Mariä | Satteldachbau mit westlichem oktogonalen Dachreiter mit Spitzhelm, 1781; mit Ausstattung.                                                        | D-1-87-168-25 | BW   |
| Gattern 3 (Standort)        | Bauernhaus                              | Wohnteil zum Teil verputzter Holzblockbau, am Giebel Wandgemälde, im Inneren unter anderem Stuckdecken und Einbauschränke, Ende 18. Jahrhundert. | D-1-87-168-33 | BW   |

### Greimharting
| Lage                       | Objekt                                               | Beschreibung | Akten-Nr.     | Bild           |
| -------------------------- | ---------------------------------------------------- | --- | ------------- | -------------- |
| Greimharting 11 (Standort) | Katholische Filialkirche St. Petrus und St. Leonhard | Saalbau mit Satteldach, eingezogenem Chor, Südturm mit Spitzhelm und Putzgliederung, spätgotisch, Chor Mitte 15. Jahrhundert, Langhaus um 1500, barocker Ausbau 1758, Turmspitze 1882; mit Ausstattung. | D-1-87-168-13 | weitere Bilder |

### Haimling
| Lage                      | Objekt      | Beschreibung                                                                   | Akten-Nr.     | Bild |
| ------------------------- | ----------- | ------------------------------------------------------------------------------ | ------------- | ---- |
| Hochstraßäcker (Standort) | Feldkapelle | Kleiner Zeltdachbau mit Segmentbogenöffnung, 18. Jahrhundert; mit Ausstattung. | D-1-87-168-14 | BW   |

### Hochstätt
| Lage                        | Objekt                                      | Beschreibung | Akten-Nr.     | Bild           |
| --------------------------- | ------------------------------------------- | --- | ------------- | -------------- |
| Aiterbacher Feld (Standort) | Historische Ausstattung in moderner Kapelle | | D-1-87-168-15 | weitere Bilder |
| Hochstätt 10 (Standort)     | Bauernhaus                                  | Einfirsthof, zweigeschossiger Flachsatteldachbau mit Kniestock, Putzgliederungen, Rundbogenfenstern im Giebelfeld und geschnitzter Tür, um Mitte 19. Jahrhundert.                                             | D-1-87-168-16 | weitere Bilder |
| Hochstätt 12 (Standort)     | Tür mit Haustein-Gewände                    | Bezeichnet mit „1834“, Oberlichtgitter, bezeichnet mit „1839“. | D-1-87-168-17 | weitere Bilder |
| Hochstätt 13 (Standort)     | Landhaus                                    | Zweigeschossiger Flachsatteldachbau mit Kniestock, Zierfachwerk, Eck- und Bodenerker, Laube, Hochlaube und Wandmalereien, für den Schlachtenmaler Franz Roubaud erbaut, im historisierenden Heimatstil, 1903. | D-1-87-168-18 | BW             |

### Kalkgrub
| Lage                  | Objekt     | Beschreibung                                                              | Akten-Nr.     | Bild |
| --------------------- | ---------- | ------------------------------------------------------------------------- | ------------- | ---- |
| Kalkgrub 1 (Standort) | Hofkapelle | Satteldachbau mit Dachreiter und Putzgliederungen, 1895; mit Ausstattung. | D-1-87-168-19 | BW   |

### Otterkring
| Lage                                      | Objekt                               | Beschreibung | Akten-Nr.     | Bild |
| ----------------------------------------- | ------------------------------------ | --- | ------------- | ---- |
| Otterkring 26; Otterkring 26 b (Standort) | Landhaus, sogenanntes Haus Bucheneck | Repräsentative mehrteilige Anlage mit breit gelagertem zweigeschossigem Hauptbau unter einseitig tief herabgezogenem Satteldach, Erkern, verbrettertem Giebel, teils mit Zierfachwerk, firstgedrehter erdgeschossiger Garagenanbau mit Walmdach, nach Westen angeschlossenes Dienstbotenhaus, zweigeschossiger Satteldachbau mit Zierfachwerk, von Baumeister Lorenz Scheck, 1915; zugehörige Gartenanlage mit historischer Bepflanzung, gleichzeitig. | D-1-87-168-40 | BW   |

### Pinswang
| Lage                   | Objekt                            | Beschreibung | Akten-Nr.     | Bild           |
| ---------------------- | --------------------------------- | --- | ------------- | -------------- |
| Höhenberg (Standort)   | Kapelle                           | Walmdachbau mit zentralem Dachreiter, nach Plänen von Karl Stein, 1928; mit Ausstattung. | D-1-87-168-21 | BW             |
| Pinswang 12 (Standort) | Bauernhaus                        | Einfirsthof, zweigeschossiger Flachsatteldachbau mit Laube, Hochlaube und Bundwerk am Wirtschaftsteil, erste Hälfte 19. Jahrhundert.                                                                                   | D-1-87-168-22 | weitere Bilder |
| Pinswang 13 (Standort) | Landhaus                          | Zweigeschossiger Schopfwalmdachbau mit Balkonvorbauten, Zierfachwerk, seitlichem Belvedere-Turm mit Zeltdach und Segmentbogenfenstern, 1898.                                                                           | D-1-87-168-34 | weitere Bilder |
| Pinswang 14 (Standort) | Villa, sogenanntes Müserhaus      | Asymmetrischer Walmdachbau mit kurzem Seitenflügel, Eckturm mit Zeltdach, Veranda und Rundbogenfenstern, Ende 19. Jahrhundert.                                                                                         | D-1-87-168-23 | weitere Bilder |
| Pinswang 15 (Standort) | Landhaus, sogenannte Villa Jensen | Zweigeschossiger Flachsatteldachbau im Landhausstil mit Laube, Hochlaube sowie Putzgliederungen, spätklassizistisch, um 1870/75, Ausmalung des Speisezimmers mit neapolitanischer Ideallandschaft von Emil Lugo, 1895. | D-1-87-168-24 | weitere Bilder |

### Sankt Salvator
| Lage                        | Objekt                                                | Beschreibung | Akten-Nr.     | Bild           |
| --------------------------- | ----------------------------------------------------- | --- | ------------- | -------------- |
| Sankt Salvator 5 (Standort) | Katholische Filial- und Wallfahrtskirche St. Salvator | Saalbau mit Satteldach, leicht eingezogenem Chor und Südturm mit Schopfwalmdach und Klangarkaden, spätgotisch, Weihe 1472, westliche Vorhalle durch Simon Hoiß 1639, Barockisierung im Innern durch Johann Schreck 1765, östliche Vorhalle durch Michael Gaisberger 1860; mit Ausstattung. | D-1-87-168-27 | weitere Bilder |

### Schafwaschen
| Lage                     | Objekt              | Beschreibung                                                           | Akten-Nr.     | Bild           |
| ------------------------ | ------------------- | ---------------------------------------------------------------------- | ------------- | -------------- |
| Nähe Chiemsee (Standort) | Boots- und Badehaus | Verschalter Holzständerbau mit schindelgedecktem Schopfwalmdach, 1905. | D-1-87-168-37 | weitere Bilder |

### Stetten
| Lage                 | Objekt                                    | Beschreibung | Akten-Nr.     | Bild |
| -------------------- | ----------------------------------------- | --- | ------------- | ---- |
| Stetten 2 (Standort) | Ehemaliges Kleinbauernhaus („Zum Lohner“) | Mit Giebelbundwerk und Hochlaube, Traufbundwerk und Laube, Ende 18. Jahrhundert. | D-1-87-168-30 | BW   |
| Stetten 4 (Standort) | Bauernhaus                                | Einfirsthof, sogenannter Simmernhof, zweigeschossiger Flachsatteldachbau aus unverputztem Bruchsteinmauerwerk mit Ziegelsteingliederung, Rundbogenfenstern, Laube und Hochlaube sowie Bundwerk am Wirtschaftsteil, 1845–48 erbaut, Haustür bezeichnet mit „1848“. | D-1-87-168-36 | BW   |